# Wolfgang Butzlaff (Schauspieler)
Wolfgang Butzlaff (* 28. November 1973) ist ein ostwestfälischer Splatter-Trash-Schauspieler aus dem Neverhorst Company-Camp aus Niehorst im Norden Güterslohs, der in mehreren Filmen der Brüder Thilo und Simon Gosejohann mitwirkte.

## Filmografie (Auswahl)
- 1995: Operation Beauty
- 1996: Master of the Fist
- 1998: Motörwicht
- 1998: Captain Cosmotic (Rex Guilty/Lady Darks Phantom/Soldat)
- 1999: Ingo Jownes & die schlimme Mumie
- 2003: Operation Dance Sensation: Dr. Herbert Ost